# Леводропропизин
Леводропропизин — вещество, подавляющее кашель. Это левовращающий изомер дропропизина. Действует как периферическое противокашлевое средство, не оказывая действия на центральную нервную систему. 

## Механизм действия
Леводропропизин не вызывает угнетения дыхательного центра и не оказывает влияние на мукоцилиарный клиренс. У пациентов с хронической дыхательной недостаточностью он не оказывает подавляющего влияния на дыхательную систему. Леводропропизин подавляет высвобождение нейропептидов и гистамина в дыхательных путях, способствуя уменьшению интенсивности и частоты кашля, и обеспечивает нормальную работу физиологических защитных механизмов.
Быстро всасывается в желудочно-кишечном тракте с пиком концентрации в плазме крови через 40-60 минут.

## Клинические исследования
В исследованиях леводропропизин показал высокую эффективность при лечении кашля как у взрослых, так и у детей, в том числе и по скорости лечения.
Леводропропизин демонстрировал эффективность в лечении у 80% пациентов и отсутствие серьёзных побочных эффектов. Также уменьшал количество ночных пробуждений, вызванных кашлем. Было показано, что противокашлевая активность и терапевтическая эффективность леводропропизина выше, чем у группы плацебо.
Самым крупномасштабным мета-анализом было нерандомизированное открытое обсервационное испытание с участием детей. Все виды лечения обладали одинаковой эффективностью. Но не была показана эффективность по сравнению с плацебо.